# Melitaea clara
Melitaea clara är en fjärilsart som beskrevs av Otto Staudinger 1887. Melitaea clara ingår i släktet Melitaea och familjen praktfjärilar. Inga underarter finns listade i Catalogue of Life.